# Thiokresole
Die Thiokresole (oder Toluolthiole, früher fälschlicherweise Benzylsulfhydrate) bilden eine Stoffgruppe, die sich von den Kresolen ableitet. Die Struktur besteht aus einem Benzolring mit jeweils genau einer angefügten Methylgruppe und einer Mercaptogruppe als Substituenten. Durch deren unterschiedliche Anordnung ergeben sich drei Konstitutionsisomere. Die Thiokresole sind darüber hinaus Isomere zum Benzylmercaptan.
| Gefahrensymbol |

| Gefahrensymbol | Gefahrensymbol | Gefahrensymbol |

| Gefahrensymbol |

## Eigenschaften
Thiokresole sind Reduktionsmittel, die selbst zu Disulfiden oxidiert werden. Hierzu reicht bereits Luftsauerstoff.

## Darstellung
Die Thiokresole können durch Reduktion der entsprechenden Tosylchloride mit elementarem Zink synthetisiert werden. Dies entspricht der Synthesevorschrift, nach der das meta-Thiokresol 1865 von C. Märcker hergestellt und beschrieben wurde. Wie man nur kurze Zeit später im selben Labor herausfand, kann ebenso eine Toluolsulfinsäure durch Wasserstoff in statuu nascendi zum Thiokresol reduziert werden, was jedoch in der Synthese einen Umweg darstellt, wenn man von Toluol als Grundstoff ausgeht.

## Externe Links zu erwähnten Verbindungen
1. ↑  Externe Identifikatoren von bzw. Datenbank-Links zu p-Toluolsulfinsäure:  CAS-Nr.: 536-57-2, EG-Nr.: 208-638-3, ECHA-InfoCard: 100.007.855, PubChem: 10818, ChemSpider: 10361, Wikidata: Q2823311.